# Danny Elfman
Danny Elfman (Los Angeles, Califòrnia, EUA, 29 de maig de 1953) és un compositor estatunidenc de bandes sonores, destacat per les seves col·laboracions amb en Tim Burton.
Els seus pares van contractar un professor particular i el van matricular en el conservatori de música, però Danny ho va deixar tot per a aprendre pel seu compte. Es va unir al grup teatral del seu germà, el The mystic knights of Oingo Boingo com a part del cor, però la seva personalitat inquieta el va dur a compondre cançons i finalment a dirigir-lo.
Danny i el seu grup componen la música de la pel·lícula realitzada per la seva germana Forbidden Zone (la zona prohibida, 1980) i després de molts concerts arriben a certa fama.
El 1985 Tim Burton, un jove que volia fer la seva primera pel·lícula vol que Danny Elfman compongui la música de la seva pel·lícula, a partir d'aquí la col·laboració entre ambdós és gairebé total, amb l'única excepció d'Ed Wood composta per Howard Shore.
Danny demostra amb el seu treball que s'adapta a tots els estils amb obres d'amors impossibles com Edward Scissorhands, personatges de còmic com Batman, Hulk, Spider-Man, Homes de Negre o Dick Tracy, mons fantàstics com Races de nit, Mars Attacks! o Planet of the Apes i també al musical, amb una obra plena d'ironia i qualificada per alguns com una obra d'art, Malson abans de Nadal. La majoria d'aquestes bandes sonores van ser orquestrades per la seva mestra, compositora, directora d'orquestra i arranjadora Shirley Walker.
Per a les sèries de televisió ha realitzat els temes principals de Els Simpson, Contes del Guardià de la Cripta, Beetlejuice, Futurama i Desperate Housewives. També han utilitzat els seus temes en les bandes sonores d'alguns videojocs com per exemple: Fable, Kingdom Hearts II i la majoria dels Simpsons (Road Rage, Hit & Run, etc.) 
Ha estat nominat als premis de l'acadèmia en tres ocasions per L'indomable Will Hunting (1997), Homes de Negre (1997) i Big Fish (2003), encara que de moment no ha guanyat.
Està casat des del 29 de novembre de 2003 amb l'actriu Bridget Fonda, amb qui té una filla.

## Estil
El compositor nord-americà Danny Elfman s'inclou dins de l'estil musical New wave com ens explica Lucía Solaz a Danny Elfman en Chicago. Aquest estil va nàixer als anys seixanta i ha anat evolucionant fins l’actualitat.
Configura un estil musical semblant al Pop però amb elements afegits com l’ús d’orgues i sons sintetitzats. Al New wave predominen els instruments de vent. Així com també s'utilitzen cors tant de xiquets com d’adults combinats amb orquestres simfòniques.

## Anàlisi de les obres principals

### Edward Scissorhands
En 1990 va estrenar-se el film Edward Scissorhands del director Tim Burton. Danny Elfman va participar en aquesta pel·lícula component i dirigint la BSO (Banda Sonora Original).
Aquest és un dels treballs més reconeguts dins de la seua obra segons Espinof, una pàgina d’actualitat cinematogràfica.
Expliquen com Danny Elfman va dividir aquesta banda sonora en temes segons el que necessitava expressar. Alguns d’ells són: El castell, El tema d’Edward i El tema de l’inventor, explicats pel mateix director musical a una entrevista realitzada per Los Angeles Showcase Musepaper al 1990.
El tema del castell es configura a partir de cors infantils, melodies agudes. L’autor de l’obra va crear aquest tema per expressar mitjançant la música la solitària vida del protagonista, com ell mateixa dia a l'entrevista de la revista realitzada per Hopes&Fears. Va afegir que tenia una mescla melancòlica i fantàstica que afegeix intriga a les imatges.
El tema d’Edward en canvi no el va compondre per transmetre misteri, sinó per convertir-se a mesura que avança el film en El tema de l’amor. Busca la dolçor la tendresa i la nostàlgia.
Danny Elfman va utilitzar diferents recursos que s'adaptaven a les imatges. En el cas del tema de l’inventor buscava música rítmica pel qual va fer servir percussió i vent metall.

### Alice in Wonderland
Per elaborar la banda sonora del film Alice in Wonderland, 2010, Danny Elfman va compondre vint-i-quatre caçons amb una durada total de cinquanta minuts i cinquanta-nou segons. Entre elles trobem algunes com Alícia Menuda, S'escapa, Torna, Combat, Entra al jardí, Drink me, Gat, Reina Blanca i Reina Roja.
Per crear-les va utilitzar cors tant infantils com d’adults combinats amb una orquestra simfònica.
La intenció del compositor amb aquesta banda sonora era expressar misteri, màgia i intriga d’una forma subtil i emocionant, com va explicar a l'entrevista publicada per Disney realitzada al 2010.
A la banda sonora també va utilitzar una mateixa cançó de diferents formes, en concret La cançó d’Alice. Té una base d’instruments de corda amb cors infantils als quals va afegir percussió, orgues i instruments de vent als moments emocionants.
Al llarg del film aquesta cançó va variant depenent del que es veu a les imatges. En concret té tres formes. A la primera Danny Elfman va emfatitzar les cordes i la percussió per donar un matís infantil i delicat. A la segona intenta crear un ambient d’incertesa mitjançant cors sintetitzats.
També va crear una tercera versió de la mateixa cançó amb percussió, instruments vent i orgues pels moments heroics.

## Premis

### Grammy[6]
| Any  | Pel·lícula   | Cançó            | Categoria                      |
| 1990 | Batman, 1989 | The Batman Theme | Millor composició instrumental |

### Primetime Emmy[7]
| Any  | Pel·lícula                 | Cançó          | Cateogria               |
| 2006 | Ames de casa               | Tema principal | Millor tema musical     |
| 2016 | Alícia a través del mirall | BSO            | Millor direcció musical |

### Premi Saturn[8]
| Any  | Pel·lícula     | Cançó | Categoria                   |
| 1996 | The Fighteners | BSO   | Millor banda sonora oficial |
| 1998 | Beetlejuice    | BSO   | Millor BSO                  |
| 2003 | Spider-Man     | BSO   | Millor BSO                  |

### Phoenix Critics Society Award[9]
| Any  | Pel·lícula                       | Cançó | Categoria           |
| 2005 | Charlie i la Fàbrica de Xocolata | BSO   | Millor Banda Sonora |

## Filmografia com a compositor
- 2012
  - Dark Shadows
- 2008
  - Hellboy II: L'exèrcit daurat
- 2007
  - Spider-Man 3 amb Christopher Young
- 2006
  - La teranyina de Carlota
  - Nacho Lliure
- 2005
  - Charlie i la fàbrica de xocolata
  - La núvia cadàver
- 2004 - Spider-Man 2
- 2003
  - Hulk
  - Big Fish (nominat a l'Oscar)
- 2002
  - Spider-Man
  - Homes de Negre II
  - Red Dragon
- 2001 - Planet of the Apes
- 1997
  - L'indomable Will Hunting (nominat a l'Oscar)
  - Homes de Negre (nominat a l'Oscar)
  - Flubber
- 1999 - Sleepy Hollow
- 1996
  - Missió: Impossible
  - Mars Attacks!
  - The Frighteners
- 1995
  - Eclipsi total
  - Tot per un somni
  - Dead presidents
- 1994 - Bellesa negra
- 1993
  - L'exèrcit de les tenebres
  - Sommersby
  - Malson abans de Nadal
- 1992
  - Un poli amb sort
  - El retorn de Batman
  - Atur clínic
- 1991 - Edward Scissorhands
- 1990
  - Races de nit
  - Dick Tracy
  - Darkman
- 1989 - Batman
- 1988
  - El gran Pee-Wee
  - Un cavall en la borsa
  - Beetlejuice
  - Fugida a mitjanit
  - Els fantasmes ataquen al cap
- 1987
  - Tabola tropical
  - El rebel
- 1986 - El pare torna a estudiar
- 1985 - La gran aventura de Pee-Wee
- 1980 - Forbidden Zone (amb el grup Oingo Boingo)